# NGC 7827
NGC 7827 (другие обозначения — PGC 378, UGC 38, MCG 1-1-27, ZWG 408.24) — линзообразная галактика (SB0) в созвездии Рыбы.
Этот объект входит в число перечисленных в оригинальной редакции «Нового общего каталога».